# Ракутуаридзауна, Дезире
Дезире Ракутуаридзауна (малаг. Désiré Rakotoarijaona; род. 19 июня 1934 в Антананариву) — малагасийский политический деятель, премьер-министр Мадагаскара с 1 августа 1977 по 12 февраля 1988 года.

## Биография
Стал первым офицером в армии Мадагаскара, позже был произведён в полковники. После переворота Дидье Рацираки 1975 года, что привело к созданию Демократической Республики Мадагаскар 30 декабря 1975 года, Ракутуаридзауна стал членом Верховного революционного совета. Занимал пост премьер-министра Мадагаскара с 1 августа 1977 по 12 февраля 1988 года при президенте Дидье Рацираке, после чего был освобождён "по состоянию здоровья".
В ноябре 1996 года, выдвинул свою кандидатуру на президентских выборах, но оказался на последнем месте из 15 кандидатов с 0,37% голосов, что и положило конец его политической карьере.
В сентябре 2009 года обратился с призывом к вооруженным силам, президенту Андри Радзуэлине, отказаться от насилия в условиях кризиса. В то же время выступал как сторонник президента Марка Равалумананы.